# Сателит за осматрање Земље
Сателит за осматрање Земље је вештачки сателит специјално пројектован за осматрање Земље из орбите, сличан је извиђачком сателиту али намењен је за не-војне сврхе, већ за еколошки надзор, геодезију, метеорологију, картографију итд.